# Premi Platino a la millor direcció de so
El Premi Platino a la millor direcció de so és lliurat anualment, des de la segona edició dels premis en 2015, per la Entitat de Gestió de Drets dels Productors Audiovisuals (EGEDA), la Federació Iberoamericana de Productors Cinematogràfics i Audiovisuals (FIPCA) i les acadèmies de cinema iberoamericanes. Poden optar a aquesta categoria els "directors d'aquesta especialitat (directors encarregats del disseny de la banda sonora) que així apareguin reconeguts en els títols de crèdit de les pel·lícules de ficció."

## Guanyadores i finalistes
Indica la pel·lícula guanyadora en cada edició.

### 2010s
| Edició                              | Pel·lícula                 | Direcció de so                                                 | Ref.   |
| ----------------------------------- | -------------------------- | -------------------------------------------------------------- | ------ |
| 2015 II edició dels Premis Platino  | Relatos salvajes           | José Luis Díaz                                                 | [ 2 ]  |
| 2015 II edició dels Premis Platino  | Conducta                   | Juan Carlos Herrera, Osmany Olivare                            | [ 3 ]  |
| 2015 II edició dels Premis Platino  | La isla mínima             | Daniel de Zayas, Pelayo Gutiérrez, Nacho Royo-Villanova        | [ 3 ]  |
| 2015 II edició dels Premis Platino  | Mr. Kaplan                 | Fabián Oliver, Nacho Royo-Villanova                            | [ 3 ]  |
| 2015 II edició dels Premis Platino  | Pelo malo                  | Lena Esquenazi, John Figueroa                                  | [ 3 ]  |
| Relatos salvajes                    | Javier Juliá               |                                                                |        |
| 2016 III edició dels Premis Platino | El abrazo de la serpiente  | Carlos García, Marco Salaverría                                | [ 4 ]  |
| 2016 III edició dels Premis Platino | El Clan                    | Vicente D'Elía, Leandro de Loredo                              | [ 5 ]  |
| 2016 III edició dels Premis Platino | El desconocido             | David Machado, Jaime Fernández, Nacho Arenas                   | [ 5 ]  |
| 2016 III edició dels Premis Platino | Ixcanul                    | Eduardo Cáceres, Julien Cloquet                                | [ 5 ]  |
| 2016 III edició dels Premis Platino | La patota                  | Federico Equerro, Santiago Fumagalli, Edson Secco              | [ 5 ]  |
| 2017 IV edició dels Premis Platino  | Un monstre em ve a veure   | Peter Glossop, Marc Orts, Oriol Tarragó                        | [ 6 ]  |
| 2017 IV edició dels Premis Platino  | Cartas da Guerra           | Ricardo Leal, Tiago Matos                                      | [ 7 ]  |
| 2017 IV edició dels Premis Platino  | Desde allá                 | Waldir Xavier                                                  | [ 7 ]  |
| 2017 IV edició dels Premis Platino  | Desierto                   | Sergio Díaz                                                    | [ 7 ]  |
| 2017 IV edició dels Premis Platino  | El hombre de las mil caras | Diego de Zayas, José Antonio Manovel, César Molina             | [ 7 ]  |
| 2018 V edició dels Premis Platino   | Zama                       | Guido Berenblum                                                | [ 8 ]  |
| 2018 V edició dels Premis Platino   | El bar                     | Sergio Bürmann, David Rodríguez, Nicolás de Poulpiquet         | [ 9 ]  |
| 2018 V edició dels Premis Platino   | Últimos días en La Habana  | Sheila Pool                                                    | [ 9 ]  |
| 2018 V edició dels Premis Platino   | Una mujer fantástica       | Tina Laschke                                                   | [ 9 ]  |
| 2018 V edició dels Premis Platino   | Verónica                   | Aitor Berenguer, Gabriel Gutiérrez, Nicolás de Poulpiquet      | [ 9 ]  |
| 2019 VI edició dels Premis Platino  | Roma                       | Sergio Díaz, José Antonio García, Craig Henighan, Skip Lievsay | [ 10 ] |
| 2019 VI edició dels Premis Platino  | El Ángel                   | José Luis Díaz                                                 | [ 11 ] |
| 2019 VI edició dels Premis Platino  | El reino                   | Roberto Fernández, Alfonso Raposo                              | [ 11 ] |
| 2019 VI edició dels Premis Platino  | Pájaros de verano          | Carlos García, Claus Linge, Marcos Salaverría                  | [ 11 ] |

### 2020s
| Edició                               | Pel·lícula                  | Direcció                                                                         | Ref.   |
| ------------------------------------ | --------------------------- | -------------------------------------------------------------------------------- | ------ |
| 2020 VII edició dels Premis Platino  | Monos                       | Lena Esquenazi                                                                   | [ 12 ] |
| 2020 VII edició dels Premis Platino  | Dolor y gloria              | Sergio Bürman, Pelayo Gutiérrez, Marc Orts                                       | [ 13 ] |
| 2020 VII edició dels Premis Platino  | El cuento de las comadrejas | José Luis Díaz                                                                   | [ 13 ] |
| 2020 VII edició dels Premis Platino  | Mientras dure la guerra     | Aitor Berenguer, Gabriel Gutiérrez                                               | [ 13 ] |
| 2021 VIII edició dels Premis Platino | La Llorona                  | Eduardo Cáceres                                                                  | [ 14 ] |
| 2021 VIII edició dels Premis Platino | Akelarre                    | Urko Garai, Josefina Rodríguez, Frédéric Hamelin i Leandro de Loredo             |        |
| 2021 VIII edició dels Premis Platino | Ya no estoy aquí            | Javier Umpierrez, Yuri Laguna, Olaitan Agueh, Michelle Couttolenc i Jaime Baksht |        |
| 2021 VIII edició dels Premis Platino | El olvido que seremos       | Eduardo Castro i Octavio Rojas                                                   |        |
| 2022 IX edició dels Premis Platino   | Memoria                     | Akritchalerm Kalayanamitr                                                        | [ 15 ] |
| 2022 IX edició dels Premis Platino   | Plaza Catedral              | Carlos García                                                                    | [ 16 ] |
| 2022 IX edició dels Premis Platino   | El buen patrón              | Iván Marín, Pelayo Gutiérrez, Valeria Acieri                                     | [ 16 ] |
| 2022 IX edició dels Premis Platino   | 7 Prisioneiros              | Lia Camargo                                                                      | [ 16 ] |